# 新潟県立佐渡総合高等学校
新潟県立佐渡総合高等学校（にいがたけんりつ さどそうごうこうとうがっこう）は、新潟県佐渡市栗野江にある県立高等学校。2019年現在佐渡島内に設置されている4つの高等学校・中等教育学校のうちの1つである。

## 設置課程
- 全日制課程
  - 総合学科
    - 人文自然科学系列
    - 農産加工系列
    - 環境工学系列
    - ビジネス情報系列
    - 生活福祉系列

## 沿革
- 1910年 - 佐渡郡新穂村畑野村組合立佐渡農学校として創立。
- 1912年 - 佐渡郡立佐渡農学校と改称。
- 1922年 - 県へ移管、新潟県立佐渡農学校と改称。
- 1948年 - 学制改革により、新潟県立佐渡農業高等学校と改称。畜産科、定時制（中心校・河崎・松ヶ崎分校）を設置。
- 1950年 - 被服科を設置。
- 1961年 - 定時制中心校募集停止。
- 1963年 - 食品化学科を設置。
- 1966年 - 被服科を閉科し、生活科を設置。
- 1976年 - 河崎・松ヶ崎分校募集停止。
- 1982年 - 園芸科を設置。
- 1985年 - 生活科募集停止。
- 1995年 - 食品化学科を食品科学科に改称。
- 2000年 - 園芸科募集停止。
- 2001年 - 農業科・食品科学科募集停止。新潟県立両津高等学校商業科、新潟県立相川高等学校電気科を統合し、新潟県立佐渡総合高等学校と改称。総合学科を設置。

## 校歌
- 『新潟県立佐渡総合高等学校校歌』（作詞：高野喜久雄・作曲：鈴木輝昭）[1]

## 著名な卒業生
- 余湖三千雄 - 早慶外語ゼミ創立者・鹿島学園高等学校理事長
- 安田辰昭 - 高校野球監督
- 水野碧天 A-Team事務所所属

## 立地・アクセス
新潟県道65号両津真野赤泊線（通称：南線）沿いに立地する。
- 新潟交通佐渡 南線ほか「佐渡総合高校前」バス停より徒歩すぐ